# Maltesische Badmintonmeisterschaft 2018
Die Maltesische Badmintonmeisterschaft 2018 fand vom 27. Januar bis zum 4. Februar 2018 in Pembroke statt.

## Sieger und Platzierte
| Disziplin    | Gold                                     | Silber                                     | Bronze                                  |
| ------------ | ---------------------------------------- | ------------------------------------------ | --------------------------------------- |
| Herreneinzel | Matthew Abela                            | Stefan Salomone                            | Mark Abela                              |
| Herreneinzel | Matthew Abela                            | Stefan Salomone                            | Nigel Degaetano                         |
| Dameneinzel  | Fiorella Marie Sadowski                  | Michaela Ellul                             | Tiziana Mifsud                          |
| Dameneinzel  | Fiorella Marie Sadowski                  | Michaela Ellul                             | Yanika Polidano                         |
| Herrendoppel | Samuel Calì Stefan Salomone              | Nigel Degaetano Stephen Ferrante           | Mark Abela Sam Cassar                   |
| Herrendoppel | Samuel Calì Stefan Salomone              | Nigel Degaetano Stephen Ferrante           | Martin Farrugia Matthew Galea           |
| Damendoppel  | Yanika Polidano Fiorella Marie Sadowski  | Jo'anne Cassar Jacqueline Abela Degiovanni | Eleanor Abela Francesca Clark           |
| Damendoppel  | Yanika Polidano Fiorella Marie Sadowski  | Jo'anne Cassar Jacqueline Abela Degiovanni | Carmen Spiteri Rebecca Spiteri          |
| Mixed        | Stephen Ferrante Fiorella Marie Sadowski | Matthew Abela Jo'anne Cassar               | Samuel Calì Jacqueline Abela Degiovanni |
| Mixed        | Stephen Ferrante Fiorella Marie Sadowski | Matthew Abela Jo'anne Cassar               | Robert Salomone Tiziana Mifsud          |